# Bill Bonthron
William Robert "Bill" Bonthron (né le 1er novembre 1912 et mort le 17 janvier 1983) est un athlète américain, spécialiste des courses de demi-fond. 

## Biographie
Le 30 juin 1934, à Milwaukee, Bill Bonthron améliore le record du monde du 1 500 mètres détenu par l'Italien Luigi Beccali, en établissant le temps de 3 min 48 s 8. Ce record sera battu par le Néo-zélandais Jack Lovelock en 1936. 
Il devient champion des États-Unis du 1 500 m en 1934.

## Records
| Épreuve | Performance  | Lieu      | Date         |
| ------- | ------------ | --------- | ------------ |
| 1 500 m | 3 min 48 s 8 | Milwaukee | 30 juin 1934 |